# Kalifasan
Der Kalifasan (Lophura leucomelanos), auch Schwarzfasan genannt, ist eine Hühnervogelart aus der Familie der Fasanenartigen, deren Verbreitung vom westlichen Himalaya bis in den zu Thailand gehörigen Teil der Malaiischen Halbinsel reicht.

## Beschreibung

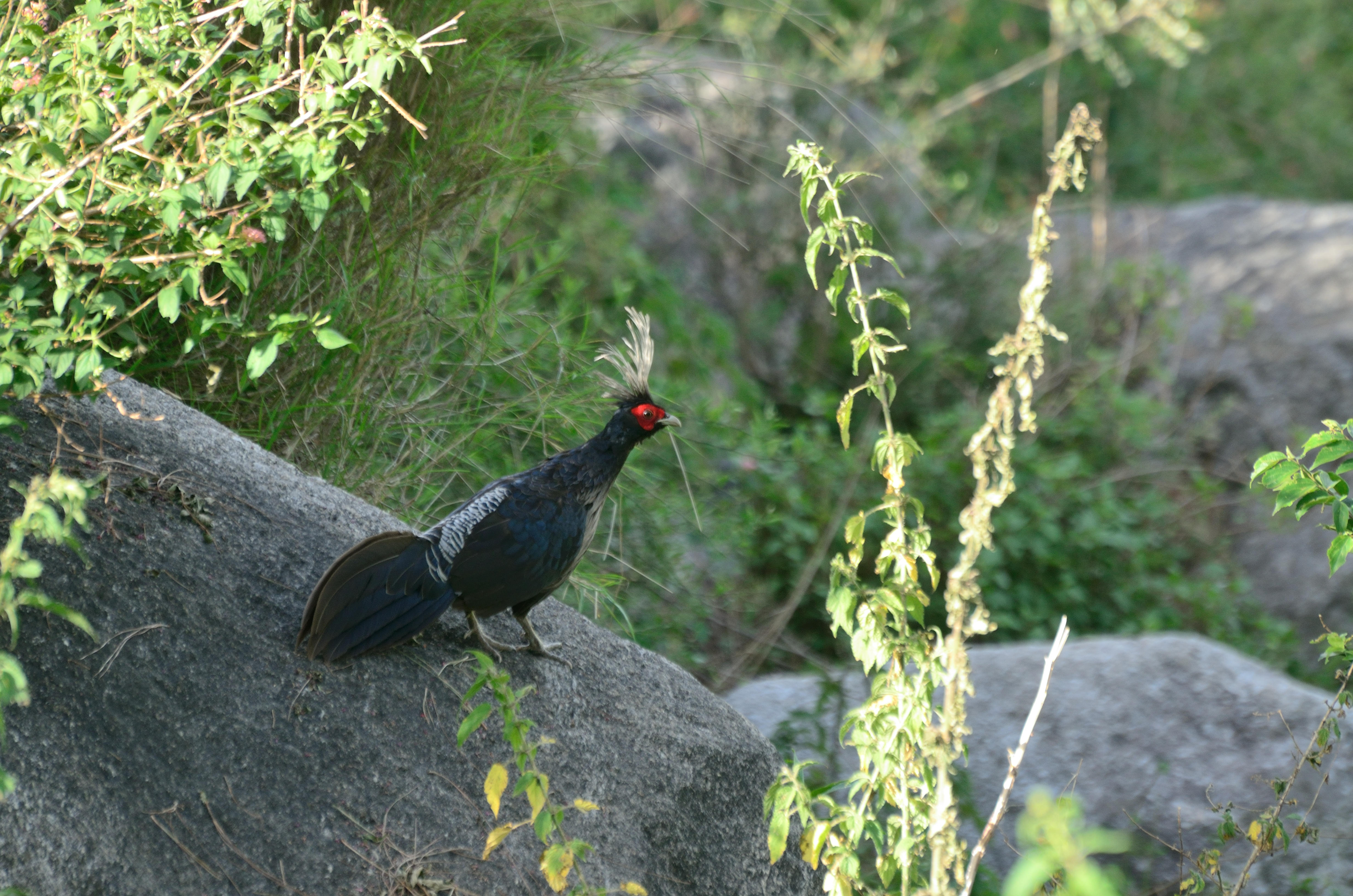
Kalifasanenhahn der Unterart L. l. lathami

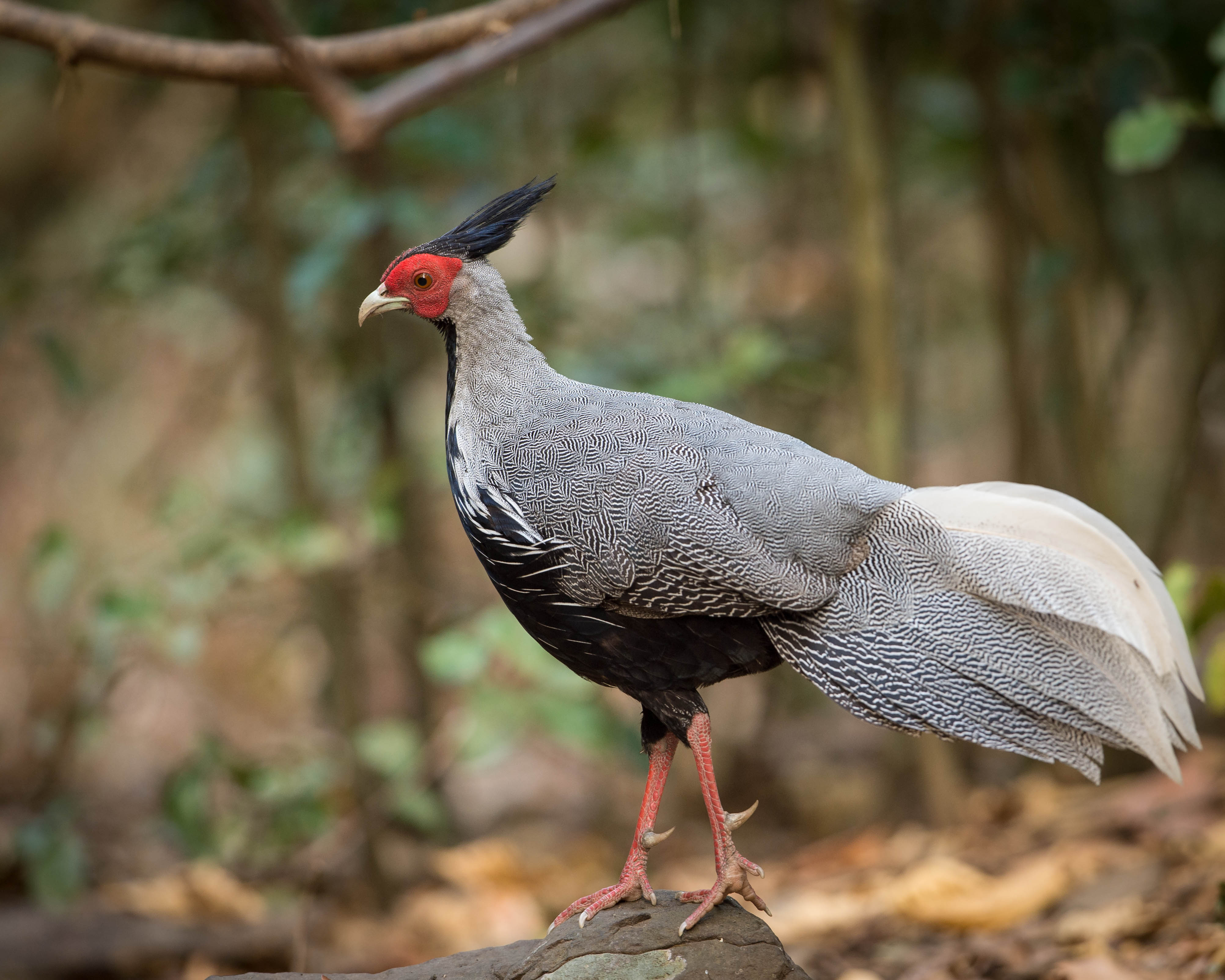
Kalifasanenhahn der Unterart L. l. crawfurdi. Die drei östlichen Unterarten des Kalifasans haben Merkmale, die schon zum nahe verwandten Silberfasan überleiten. Besonders deutlich wird dies an den roten Beinen.

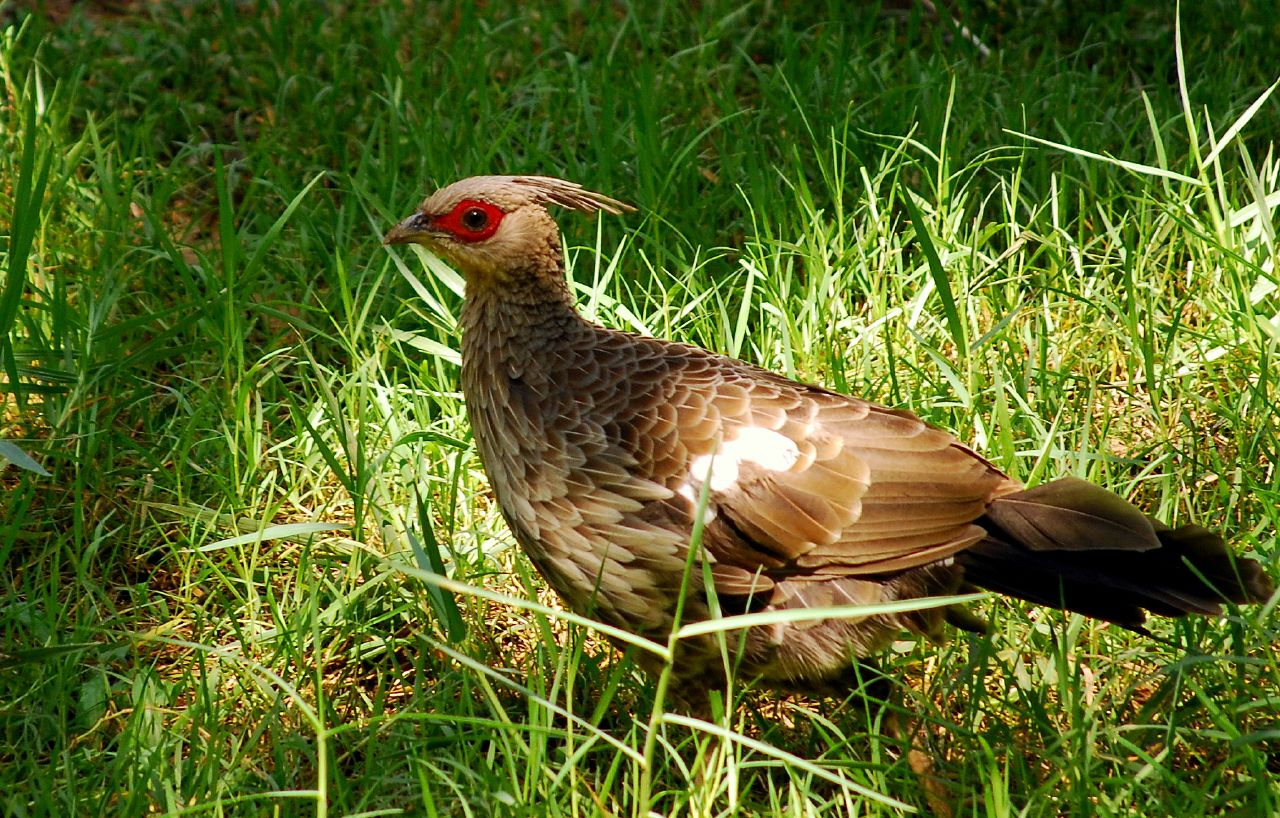
Henne des Kalifasans

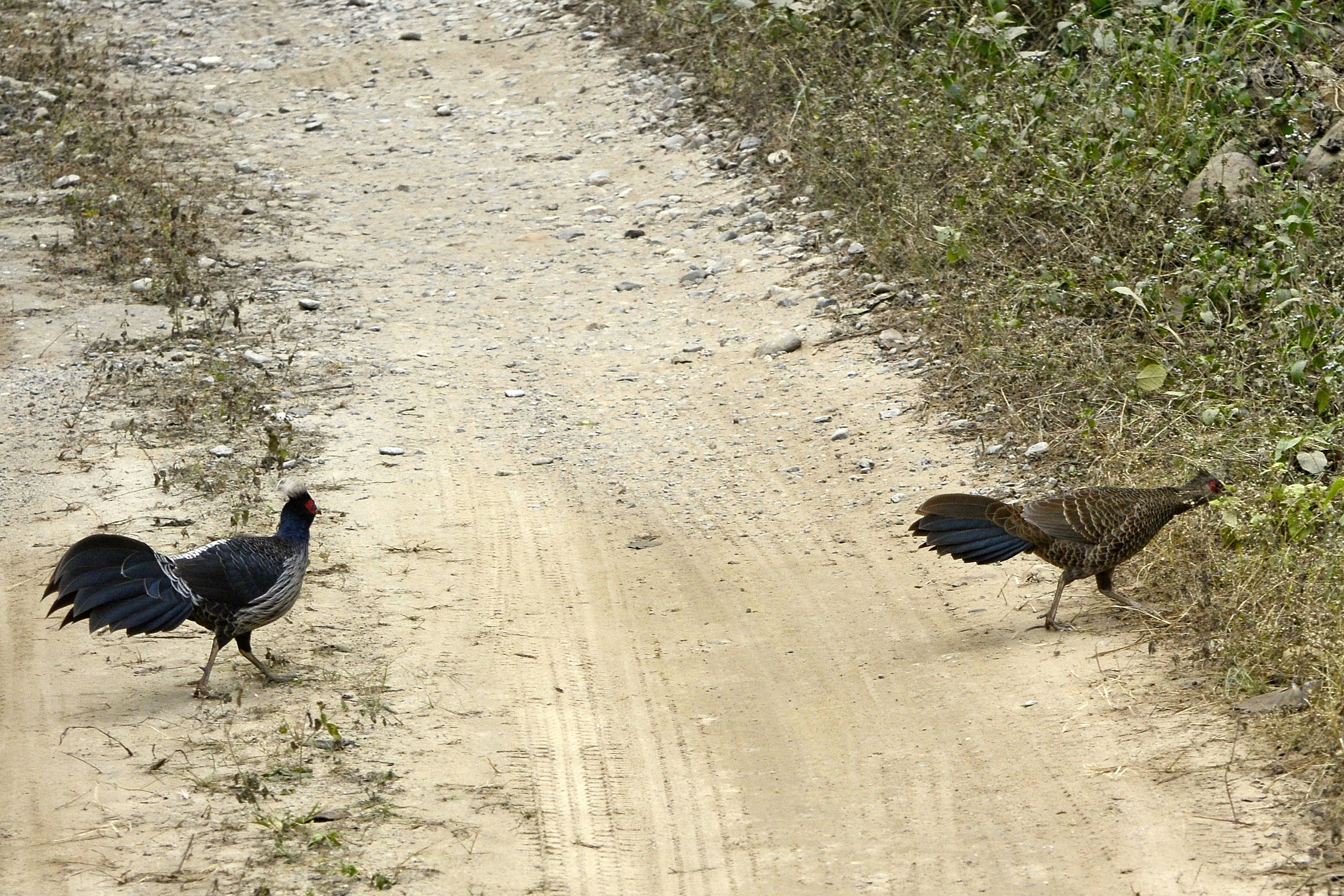
Ein Paar des Kalifasans überquert eine Piste im Corbett-Nationalpark in Uttarakhand

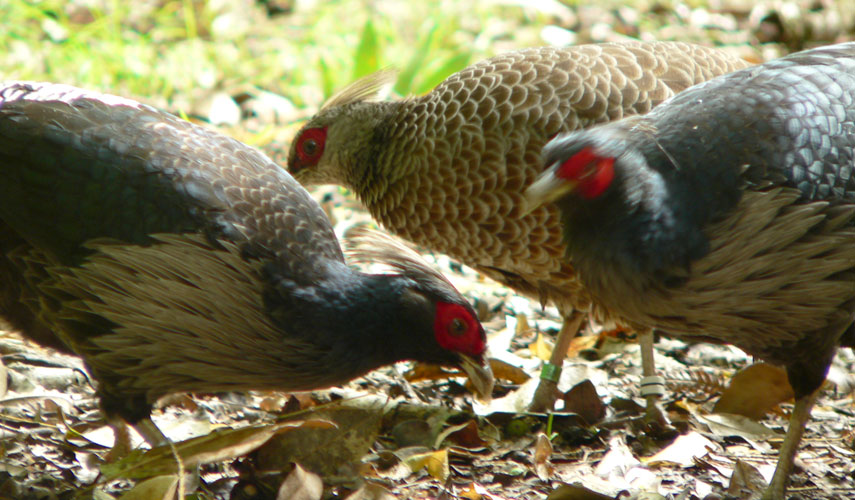
Zwei Hähne und eine Henne

Der Hahn der Nominatform („Nepalfasan“) erreicht eine Körperlänge von 48–57 cm, wovon 25–31 cm auf den Schwanz entfallen. Die Flügellänge liegt zwischen 216 und 230 mm, das Gewicht zwischen 795 und 1140 g. Die Flügellänge der Henne beträgt 204–211 mm.
Der Kopf des Hahns ist, bis auf die rote Augenregion mit den ausgeprägten Gesichtslappen, bis zum oberen Vorderhals und oberseits bis in den Nacken blauschwarz befiedert. Die Iris ist orange bis braun, der Schnabel grünlich weiß. Die Haube, die länger und dünner ist als die des Silberfasans und zudem deutlicher aufgerichtet werden kann, ist bei der Nominatform einförmig schwarz, bei anderen Unterarten grau bis weißlich. Das schwarze Gefieder der Kropfregion und der Brust ist lanzettförmig verlängert und zeigt weiße Schaftlinien sowie je nach Unterart mehr oder weniger ausgedehnte, weiße Spitzen. Bei der Nominatform sind sie schmal. Die Unterseite und die Flanken zeigen ein Braun, das zu den Unterschwanzdecken dunkler wird. Der vordere Rücken ist schwarz mit stahlblauem Glanz, die Federn tragen hier bei einigen Unterarten weiße Schaftstriche und braune Säume, bei der Nominatform fehlen sie. Hinterer Rücken, Bürzel und Oberschwanzdecken sind schwarzblau mit brauner Basis und weißem Saum, der bei der Nominatform schmal, bei anderen Unterarten breit weiß ist. Die Steuerfedern sind blauglänzend schwarz. Die Handschwingen sind dunkelbraun, die Armschwingen schwärzlich mit blauem Glanz auf den Außensäumen sowie den kompletten Fahnen der inneren Federn. Die Beine und Füße sind grau bis braungrau.
Die Henne trägt eine blassbraune Haube mit hellen Schäften, die Augenregion ist wie beim Hahn unbefiedert und rot, jedoch nicht so ausgedehnt und erweitert. Das Körpergefieder ist rötlich braun und auf der Oberseite mit schmal weißen Schaftlinien, hellen Säumen und einer feinen, schwarzen Spitze versehen. Auf der Unterseite sind die Säume gelblich beige gesäumt, zur Bauchmitte wird die braune Grundfarbe dunkler. Die Steuerfedern sind dunkelbraun mit bläulichem Glanz. Das mittlere Paar ist hingegen rötlich braun mit rotbraunen Schäften sowie einer gelblichbraunen Querwellung und Sprenkelung.

## Verbreitung und Bestand

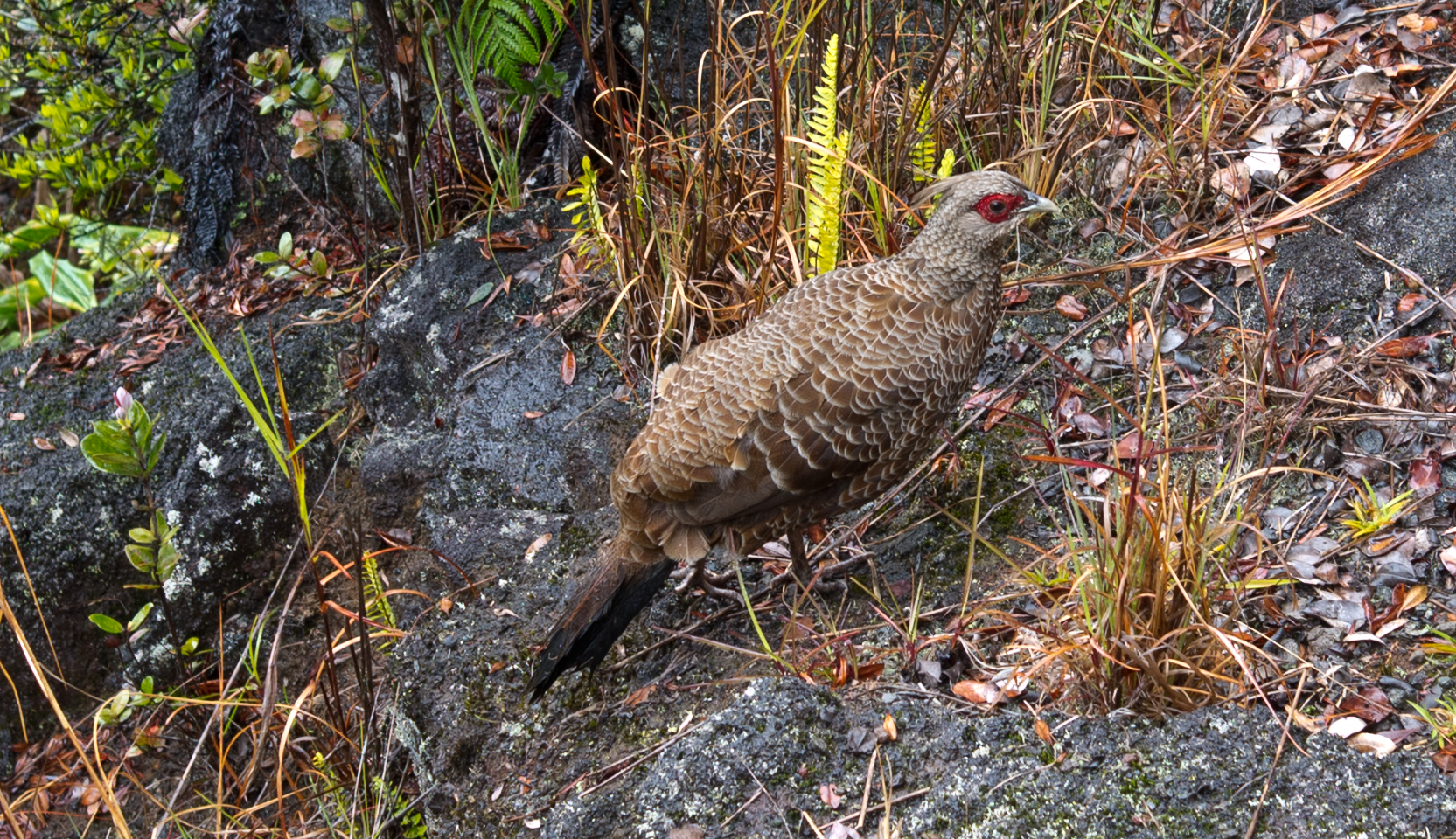
Weiblicher Kalifasan am Kilauea-Krater auf Hawaii

Die Verbreitung des Kalifasans reicht vom westlichen Himalaya bis Bhutan, Assam und Manipur, südwärts durch Myanmar und den Westen Thailands bis in den Nordteil der Malaiischen Halbinsel. Im Osten schließt sich das Verbreitungsgebiet des Silberfasans an, mit dem es Mischpopulationen gibt. 
Auf Hawaii wurde die Art eingeführt. Der Kalifasan ist in seinem Bestand nicht bedroht.

## Geografische Variation
Die Art variiert recht deutlich. Beim Oberseitengefieder variieren Glanz und Breite der weißen Säume, die teils nahezu fehlen können, teils sehr breit sind, so dass z. B. bei L. l. hamiltonii besonders der Bürzel fast weiß wirkt, bei anderen Unterarten die Oberseite fast schwarz ist, jedoch stärker glänzt. Auch die Brustfedern variieren stark, bei einigen Unterarten wirken sie durch breite helle Spitzen grau, bei anderen sehr fein gerandet. Bei beiden Geschlechtern variiert die Haube in Färbung und Aussehen – manche Unterarten tragen sie eher aufrecht, andere eher liegend. Bei den Hennen variiert zudem die Grundfärbung und der Kontrast der hellen Federsäume dazu.
- L. l. hamiltoni; Weißhaubenfasan[1] (J. E. Gray, 1829) – westlicher Himalaja, vom Indus ostwärts bis ins westliche Nepal, dort vermutlich bis zum Ghaghara
- L. l. leucomelanos; Nepalfasan[1] (Latham, 1790) – Westen und östliche Mitte Nepals
- L. l. melanota; Schwarzrückenfasan[1] (Hutton, 1848) – Sikkim und westliches Bhutan ostwärts bis zu den Flüssen Mo Chhu und Sankosh
- L. l. moffitti; Moffittfasan[1] (Hachisuka, 1938) – einziges bekanntes Wildexemplar stammt aus dem Tal des Pe Chu in Bhutan
- L. l. lathami; Horsfieldfasan[1] (J. E. Gray, 1829) – östliches Bhutan und nördliches Assam ostwärts bis zum Irrawaddy in Myanmar, südwärts bis Chittagong und zum Rakhaing-Staat
- L. l. williamsi; Williamsfasan[1] (Oates, 1898) – östliches Manipur bis zum Irrawaddy in Myanmar
- L. l. oatesi; Oatesfasan[1] (Ogilvie Grant, 1898) – Rakhaing-Staat in Myanmar
- L. l. lineata; Strichelfasan[1] (Vigors, 1831) – südliches Myanmar vom Irrawaddy südwärts bis ins westliche Thailand
- L. l. crawfurdi; Crawfurdfasan[1] (J. E. Gray, 1829) – von Bago und der nördlichen Tanintharyi-Division ostwärts bis ins nordwestliche Thailand

## Lebensweise
Der Kalifasan besiedelt Bergwälder niederer bis mittlerer Lagen zwischen 300 und 3350 m. Im Winter wandert die Art oft in die Täler ab. Die westlichen Unterarten kommen meist in allen Waldformen mit viel Unterwuchs und Farnen vor, die östlichen bevorzugen Hügelland mit Buschwerk, felsige Schluchten und bambusbestandene Bachufer.
Im Verhalten ähnelt die Art dem Fasan. Die Nahrung wird oft im Kulturland und auf offenen Flächen gesucht, die an die Rückzugsräume angrenzen. Zum Teil wird mit den Füßen gescharrt, meist aber mit dem Schnabel. Die Aktivität ist dabei morgens und abends am ausgeprägtesten. Das Revierverhalten schließt ein geräuschvolles Flügelschwirren ein, die Balz ist eine einfache Seitenbalz mit aufgestellter Haube und gespreiztem Schwanz. Die Art lebt meist monogam. Im Winterhalbjahr wurden teils größere Verbände beobachtet.
Die Brutzeit liegt zwischen März und Juni und variiert je nach Höhe und geografischer Lage. Das Gelege besteht meist aus 6–9, seltener aus bis zu 15 Eiern. Die Eifarbe variiert zwischen hell cremefarben, beige und dunkel rötlich. Die Eigröße liegt bei 50 × 37 mm, die Brutdauer liegt zwischen 24 und 25 Tagen.

## Systematik
Die Systematik dieser Art war lange Zeit umstritten. Das Verbreitungsareal des Kalifasans grenzt im Westen an das des Silberfasans (Lophura nycthemera) und es gibt Mischpopulationen, deren Beschreibungen als neue Arten im 19. Jahrhundert für sehr viel Unübersichtlichkeit gesorgt haben. Beide Arten wurden in insgesamt 49 Taxa und 28 Arten beschrieben. Jean Théodore Delacour stellte sie in einer Revision 1949 in eine Superspezies mit zwei Arten sowie 12 Leucomelanos-Unterarten und 15 Nycthemera-Unterarten. An der Zuordnung dreier Unterarten kam in den 1990er-Jahren Zweifel auf. Die Unterarten des Kalifasans haben graue bis dunkelgraue Beine und Füße und unterscheiden sich dadurch von denen des Silberfasans, die rote Beine und Füße haben. Eine Ausnahme bildeten bislang die drei östlichen Unterarten des Kalifasans L. l. oatesi, lineata und crawfurdi, die östlich des Irrawaddys vorkommen und in diesem wie in anderen Merkmalen schon zum Silberfasan überleiten. Die Federn der Oberseite sind mehr oder weniger fein weiß gestrichelt bis mehrfach v-förmig gezeichnet, die mittleren Schwanzfedern hell bis weiß. Die Füße haben teils eine rötliche bis rote Färbung wie beim Silberfasan. Eine Untersuchung der mitochondrialen DNA ergab 2003, dass sie in der Tat dem Kalifasan näher stehen als dem Silberfasan und in die erstere Art einzugliedern sind.